# Regierung der Palästinensischen Autonomiebehörde vom Mai 2012
Die Regierung der Palästinensischen Autonomiebehörde vom Mai 2012 wurde nach gescheiterten Gesprächen der Fatah und der Hamas über eine Einheitsregierung gebildet. Die Legitimität der Regierung ist umstritten.

## Regierungsbildung
Das vorige Regierungskabinett hatte bereits im Februar 2011 seinen Rücktritt eingereicht.  Nachdem Anfang Mai 2011 Ismail Haniyya und Mahmud Abbas ein Versöhnungsabkommen zwischen der Fatah und Hamas unterzeichnet hatten, wurde bekannt gegeben, dass eine aus unabhängigen Politikern bestehende Übergangsregierung gebildet werden soll. Die Gespräche zwischen Fatah und Hamas scheiterten jedoch und so wurde im Mai 2012 eine neue Regierung, erneut ohne Beteiligung der Hamas, angelobt.

## Zusammensetzung
| Minister                                                               | Portefeuille                              | Politische Ausrichtung     |
| ---------------------------------------------------------------------- | ----------------------------------------- | -------------------------- |
| Salam Fayyad                                                           | Premierminister ab 3. März 2012: Finanzen | Dritter Weg                |
| Riyad al-Maliki                                                        | Außenminister                             | Unabhängig (der PFLP nahe) |
| Sa'id Abu Ali                                                          | Inneres                                   | Fatah                      |
| Ali Muhanna                                                            | Justiz                                    | Unabhängig                 |
| Nabil Kassis (bis 3. März 2013)                                        | Finanzen                                  | Unabhängig                 |
| Jawad Naji                                                             | Wirtschaft                                | Unabhängig                 |
| Ahmad Al-Majdalani                                                     | Arbeit                                    | PSF                        |
| Hani Abdeen                                                            | Gesundheit                                | Unabhängig                 |
| Yousef Abu Safieh                                                      | Umwelt                                    | ?                          |
| Mahmoud Abu Ramadan                                                    | Planung                                   | ?                          |
| Rula Maayeh                                                            | Tourismus                                 | ?                          |
| Ali Jarbawi                                                            | Hochschulwesen                            | Unabhängig                 |
| Lamis Al-Alami                                                         | Bildung                                   | Unabhängig                 |
| Siham Al-Barghouthi                                                    | Kultur                                    | FIDA                       |
| Majida Al-Masri                                                        | Soziale Angelegenheiten                   | DFLP                       |
| Khaled Al-Qawasmi                                                      | Lokales                                   | ?                          |
| Ali Abu Zuhri                                                          | Verkehr                                   | ?                          |
| Walid Assaf                                                            | Landwirtschaft                            | ?                          |
| Safa Nasser El-Din                                                     | Telekommunikation                         | ?                          |
| Adnan Husseini                                                         | Jerusalemer Angelegenheiten               | ?                          |
| Rabiha Diab                                                            | Frauen                                    | Fatah                      |
| Maher Ghneim                                                           | Wohnungswesen                             | Fatah                      |
| Issa Qaraqe                                                            | Gefangene                                 | Fatah                      |
| Mahmoud Al-Habbash                                                     | Religion, Waqf                            | Unabhängig                 |
| Naim Abul Hummus (bis 1. Januar 2013) Salah Oleyan (ab 1. Januar 2013) | Generalsekretär                           | Fatah                      |